# Sven-Olof "Berka" Bergman
 Sven-Olof Anders "Berka" Bergman, född 27 november 1962, är en svensk före detta fotbollsspelare som numera är spelarutbildare i Blekinge Fotbollförbund.  
Under sin aktiva tid spelade han i BK Union, Mjällby AIF, Jämshögs IF och IFK Norrköping, och han har tränat Jämshögs IF, Trolle Ljungby IF och Näsums IF.
Bergman debuterade som 17-åring för Mjällby AIF i Allsvenskan 1980 i en 1–0-förlust mot Malmö FF. 1982 spelade han för Norrköping i UEFA-cupen och gjorde bland annat mål mot AS Roma.